# Windwatt

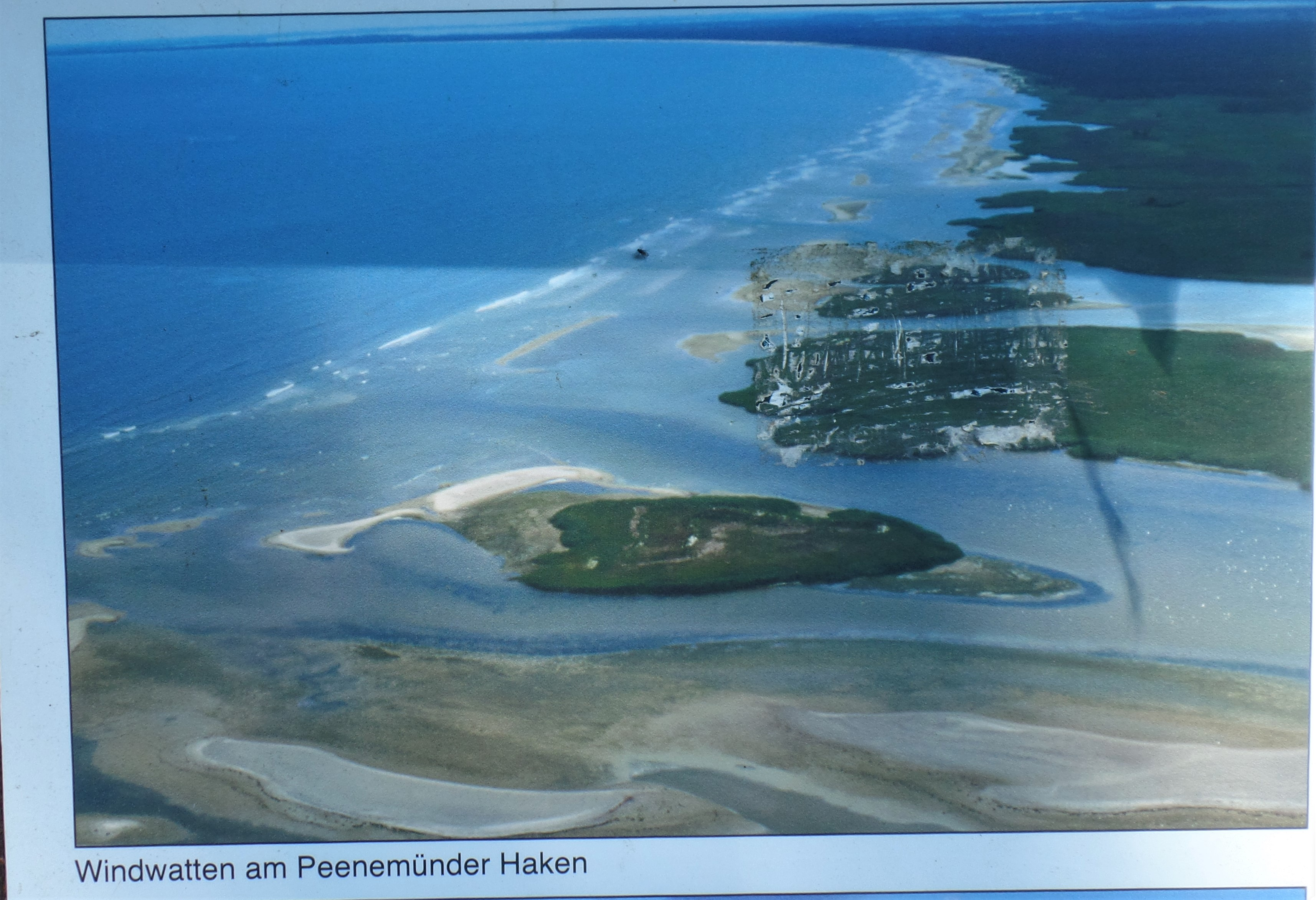
Infotafel am Koserower Streckelsberg

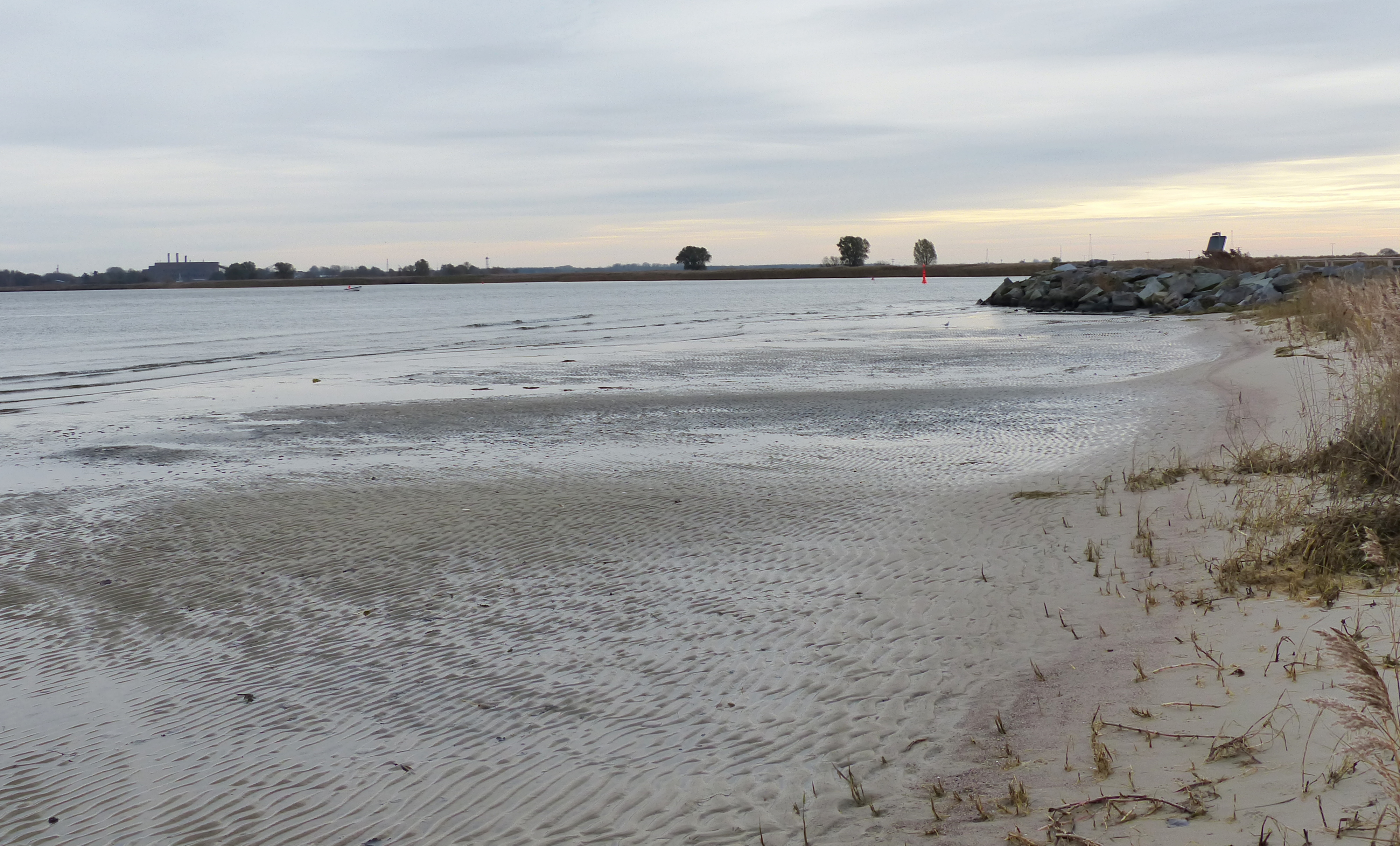
Windwatt am Peenestrom bei Freest

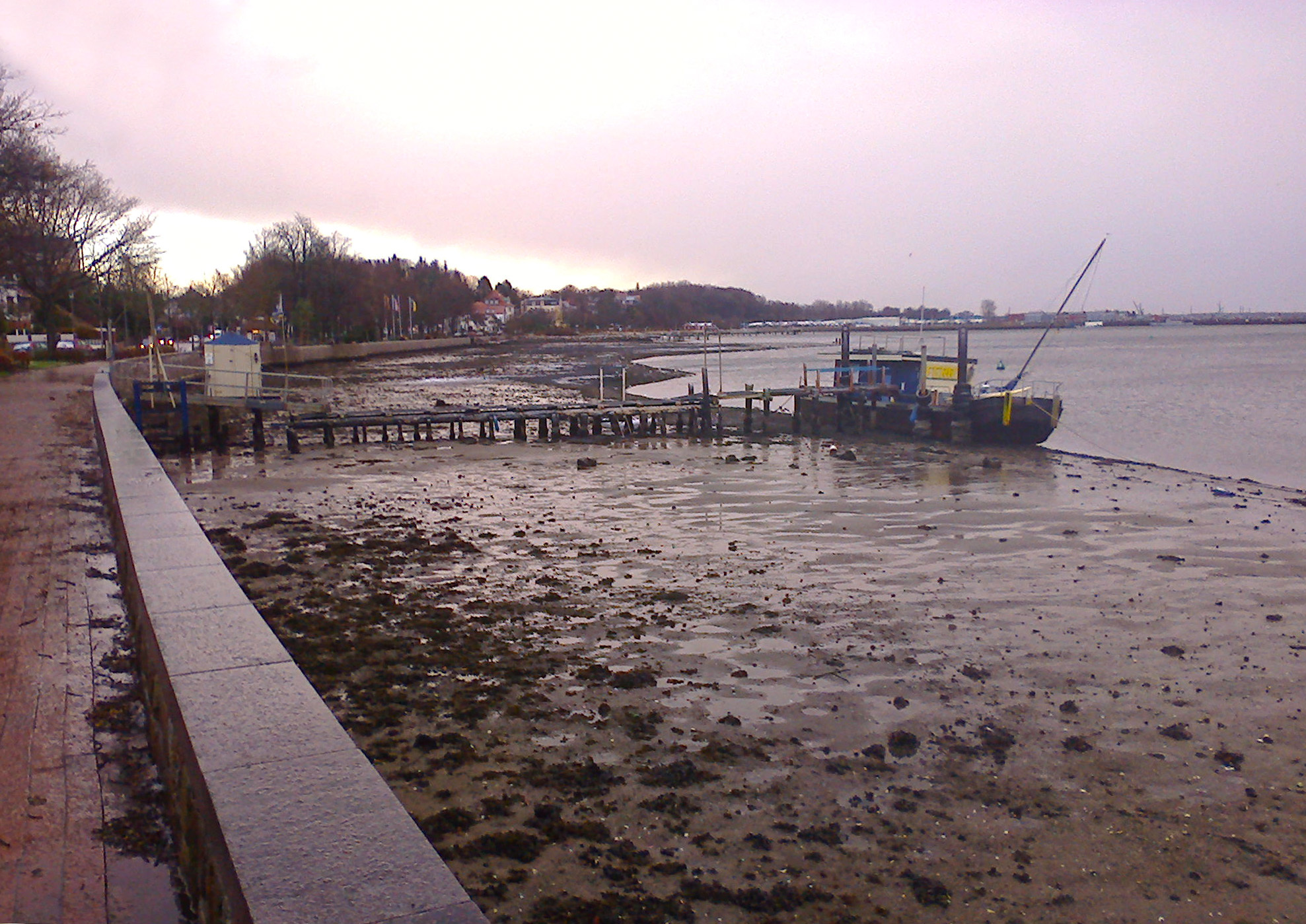
Während des Orkans Xaver entstandenes Windwatt in Eckernförde

Ein Windwatt ist jener Teil des Litorals, der infolge Windeinwirkung zeitweilig trockenfällt.

## Verbreitung
Windwatten lassen sich in Deutschland vor allem im Nationalpark Vorpommersche Boddenlandschaft an der Ostsee beobachten.

## Entstehung
Anders als im Wattenmeer der Nordsee bestimmen nicht Ebbe und Flut die Hydrodynamik im  Windwatt. Stattdessen wird das Wasser durch starke ablandige Winde aus den Bodden hinaus in die Ostsee gedrückt, so dass besonders flache Bereiche windbedingt trockenfallen. Dieses Wasser fließt zurück, wenn der Wind dreht oder nachlässt.

## Lebensraum
Windwatten bieten ein großes Nahrungsangebot für die im Herbst vorbeiziehenden Zugvögel. Zudem sind sie für die Kraniche, die auf ihrem Zug die vorpommersche Boddenlandschaft überqueren, im überfluteten Zustand während der Zugzeit einer der wichtigsten Schlafplätze in Westeuropa.